# إيواميزاوا (هوكايدو)
مدينة إيواميزاوا (بالإنجليزية: Iwamizawa)‏ هي أحد المدن التابعة لمحافظة هوكايدو. تأسست رسميًا في 01/04/1943. ويقدر عدد سكانها بـ 89023 نسمة حسب تقدير مكتب الإحصاء الياباني لعام 2012. تبلغ مساحة إيواميزاوا 481.1 كم2. بكثافة سكانية تبلغ 185 نسمة/كم2.

## المناخ
يظهر الجدول التالي التغييرات المناخية على مدار السنة لإيواميزاوا:
| البيانات المناخية لـإيواميزاوا    | البيانات المناخية لـإيواميزاوا | البيانات المناخية لـإيواميزاوا | البيانات المناخية لـإيواميزاوا | البيانات المناخية لـإيواميزاوا | البيانات المناخية لـإيواميزاوا | البيانات المناخية لـإيواميزاوا | البيانات المناخية لـإيواميزاوا | البيانات المناخية لـإيواميزاوا | البيانات المناخية لـإيواميزاوا | البيانات المناخية لـإيواميزاوا | البيانات المناخية لـإيواميزاوا | البيانات المناخية لـإيواميزاوا | البيانات المناخية لـإيواميزاوا |
| الشهر                             | يناير                          | فبراير                         | مارس                           | أبريل                          | مايو                           | يونيو                          | يوليو                          | أغسطس                          | سبتمبر                         | أكتوبر                         | نوفمبر                         | ديسمبر                         | المعدل السنوي                  |
| --------------------------------- | ------------------------------ | ------------------------------ | ------------------------------ | ------------------------------ | ------------------------------ | ------------------------------ | ------------------------------ | ------------------------------ | ------------------------------ | ------------------------------ | ------------------------------ | ------------------------------ | ------------------------------ |
| متوسط درجة الحرارة الكبرى °م (°ف) | −2.6 (27.3)                    | −1.8 (28.8)                    | 2.5 (36.5)                     | 10.5 (50.9)                    | 17.3 (63.1)                    | 21.2 (70.2)                    | 24.7 (76.5)                    | 25.9 (78.6)                    | 21.6 (70.9)                    | 15.0 (59.0)                    | 7.1 (44.8)                     | 0.6 (33.1)                     | 11.8 (53.3)                    |
| المتوسط اليومي °م (°ف)            | −6.2 (20.8)                    | −5.8 (21.6)                    | −1.5 (29.3)                    | 5.5 (41.9)                     | 11.5 (52.7)                    | 15.7 (60.3)                    | 19.7 (67.5)                    | 21.1 (70.0)                    | 16.3 (61.3)                    | 9.8 (49.6)                     | 3.2 (37.8)                     | −2.7 (27.1)                    | 7.2 (45.0)                     |
| متوسط درجة الحرارة الصغرى °م (°ف) | −10.6 (12.9)                   | −10.4 (13.3)                   | −5.8 (21.6)                    | 0.8 (33.4)                     | 6.2 (43.2)                     | 11.3 (52.3)                    | 16.0 (60.8)                    | 17.2 (63.0)                    | 11.6 (52.9)                    | 5.0 (41.0)                     | −0.6 (30.9)                    | −6.5 (20.3)                    | 2.8 (37.1)                     |
| الهطول مم (إنش)                   | 111.5 (4.39)                   | 86.8 (3.42)                    | 59.0 (2.32)                    | 63.4 (2.50)                    | 70.3 (2.77)                    | 76.0 (2.99)                    | 95.3 (3.75)                    | 156.4 (6.16)                   | 131.4 (5.17)                   | 110.2 (4.34)                   | 116.6 (4.59)                   | 127.4 (5.02)                   | 1٬204٫3 (47.42)                |
| متوسط تساقط الثلوج سم (إنش)       | 221 (87)                       | 162 (64)                       | 72 (28)                        | 8 (3.1)                        | 0 (0)                          | 0 (0)                          | 0 (0)                          | 0 (0)                          | 0 (0)                          | 2 (0.8)                        | 81 (32)                        | 211 (83)                       | 757 (297.9)                    |
| متوسط الرطوبة النسبية (%)         | 80                             | 78                             | 75                             | 70                             | 71                             | 78                             | 81                             | 81                             | 78                             | 76                             | 77                             | 80                             | 77                             |
| ساعات سطوع الشمس الشهرية          | 93.0                           | 117.0                          | 168.4                          | 178.4                          | 203.0                          | 189.0                          | 173.5                          | 169.5                          | 169.3                          | 150.3                          | 84.0                           | 69.7                           | 1٬765٫1                        |
| المصدر: NOAA (1961-1990)          |                                |                                |                                |                                |                                |                                |                                |                                |                                |                                |                                |                                |                                |

## توأمة
لإيواميزاوا (هوكايدو) اتفاقيات توأمة مع كل من:
- بوكاتيلو (20 مايو 1985 - )
- كنبي (29 يوليو 1989 - )